# 蒙特勒伊勒亨利
蒙特勒伊勒亨利（法語：Montreuil-le-Henri，法語發音：[mɔ̃tʁœj lə ɑ̃ʁi]）是法国萨尔特省的一个市镇，属于拉弗莱什区。

## 地名
“亨利”得名于法王亨利四世，其曾居住于此。

## 地理
蒙特勒伊勒亨利（47°52'1"N, 0°33'54"E）面积14.39 平方千米，位于法国卢瓦尔河地区大区萨尔特省，该省份为法国西北部内陆省份，北起顺时针与奥恩省、厄尔-卢瓦省、卢瓦-谢尔省、安德尔-卢瓦尔省、曼恩-卢瓦尔省和马耶讷省接壤，是法国大西部的入口，连接卢瓦尔河谷、布列塔尼和巴黎盆地。
与蒙特勒伊勒亨利接壤的市镇（或旧市镇、城区）包括：大吕塞、维莱讷苏吕塞、库尔德芒什、圣乔治德拉库埃、瓦勒代唐松。
蒙特勒伊勒亨利的时区为UTC+01:00、UTC+02:00（夏令时）。

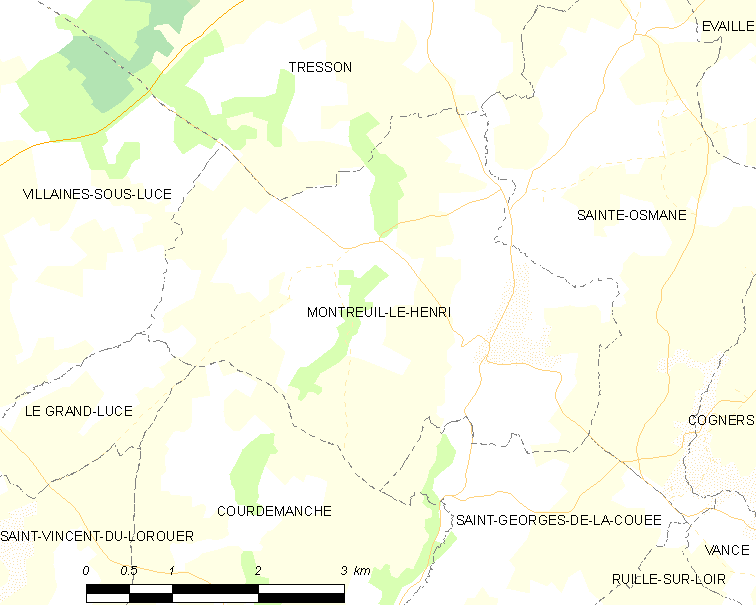
蒙特勒伊勒亨利的OSM定位图

## 行政
蒙特勒伊勒亨利的邮政编码为72150，INSEE市镇编码为72210。

## 政治
蒙特勒伊勒亨利所属的省级选区为卢瓦河畔蒙瓦勒县。

## 人口

1962-2008年间蒙特勒伊勒亨利人口变化图示

蒙特勒伊勒亨利于2022年1月1日时的人口数量为299人。